# Haenkea zischkai
Haenkea zischkai är en skalbaggsart som beskrevs av Friedrich F. Tippmann 1953. Haenkea zischkai ingår i släktet Haenkea och familjen långhorningar. Inga underarter finns listade i Catalogue of Life.